# Тикуль (муниципалитет)
Тикуль (исп. Ticul) — муниципалитет в Мексике, штат Юкатан, с административным центром в одноимённом городе. Численность населения, по данным переписи 2010 года, составила 37 685 человек.

## Общие сведения
Название Ticul c майяского языка можно перевести как: место укоренения или место, где остались жить.
Площадь муниципалитета равна 340 км², что составляет 0,85 % от площади штата, а наивысшая точка — 50 метров над уровнем моря, расположена в поселении Сак-Акаль.
Он граничит с другими муниципалитетами Юкатана: на севере с Сакалумом и Чапабом, на востоке с Цаном, на юге с Ошкуцкабом, на западе с Санта-Эленой и Муной.

## Учреждение и состав
Муниципалитет был образован в 1840 году, но его границы менялись до середины XX века, в его состав входит 21 населённый пункт, самые крупные из которых:
| Код INEGI                  | Населённый пункт                                                             | Численность населения (2005 год) | Численность населения (2010 год) |
| -------------------------- | ---------------------------------------------------------------------------- | -------------------------------- | -------------------------------- |
| 089                        | Всего                                                                        | 35621                            | 37685                            |
| 0001                       | Тикуль (исп. Ticul) 20°23′43″ с. ш. 89°32′02″ з. д. (административный центр) | 31147                            | 32796                            |
| 0007                       | Пустунич (исп. Pustunich) 20°22′04″ с. ш. 89°30′46″ з. д.                    | 2233                             | 2480                             |
| 0014                       | Йотолин (исп. Yotholín) 20°19′35″ с. ш. 89°27′18″ з. д.                      | 2035                             | 2267                             |
| 0012                       | Юнидад-де-Рьехо (исп. Unidad de Riego) 20°23′05″ с. ш. 89°33′20″ з. д.       | 14                               | 25                               |
| 0015                       | План-Чак-6 (исп. Plan Chac Número Seis) 20°25′06″ с. ш. 89°33′05″ з. д.      | 8                                | 23                               |
| —                          | Прочие                                                                       | 95                               | 94                               |
| Названия на карте Генштаба |                                                                              |                                  |                                  |

## Экономика
По статистическим данным 2000 года, работоспособное население занято по секторам экономики в следующих пропорциях:
- торговля, сферы услуг и туризма — 45,6 %;
- производство и строительство — 41,1 %;
- сельское хозяйство и скотоводство — 12,5 %;
- безработные — 0,8 %.

## Инфраструктура
По статистическим данным 2010 года, инфраструктура развита следующим образом:
- протяжённость дорог: 136,7 км;
- электрификация: 98,2 %;
- водоснабжение: 99,3 %;
- водоотведение: 81,3 %.

## Достопримечательности
В муниципалитете можно посетить:
- часовню Святого Энрике(es);
- часовню Святого Хуана;
- бывшую асьенду Таби, построенную в XIX веке;
- монастырь Святого Антонио Падуанского;
- часовни колониального периода: Сантьяго, Мехорада, Девы Марии Гваделупской, Сан Рамон;
- церковь Сан Буэна Вентура, построенную в XVIII веке;
- церковь Успения Богородицы, построенную в XVIII веке;
- археологические памятники цивилизации майя: Чанкоук, Ицибиль, Банасай, Шканалеп, Цула, Мекалаб, Шкунтикам, Ицимте.

## Фотографии

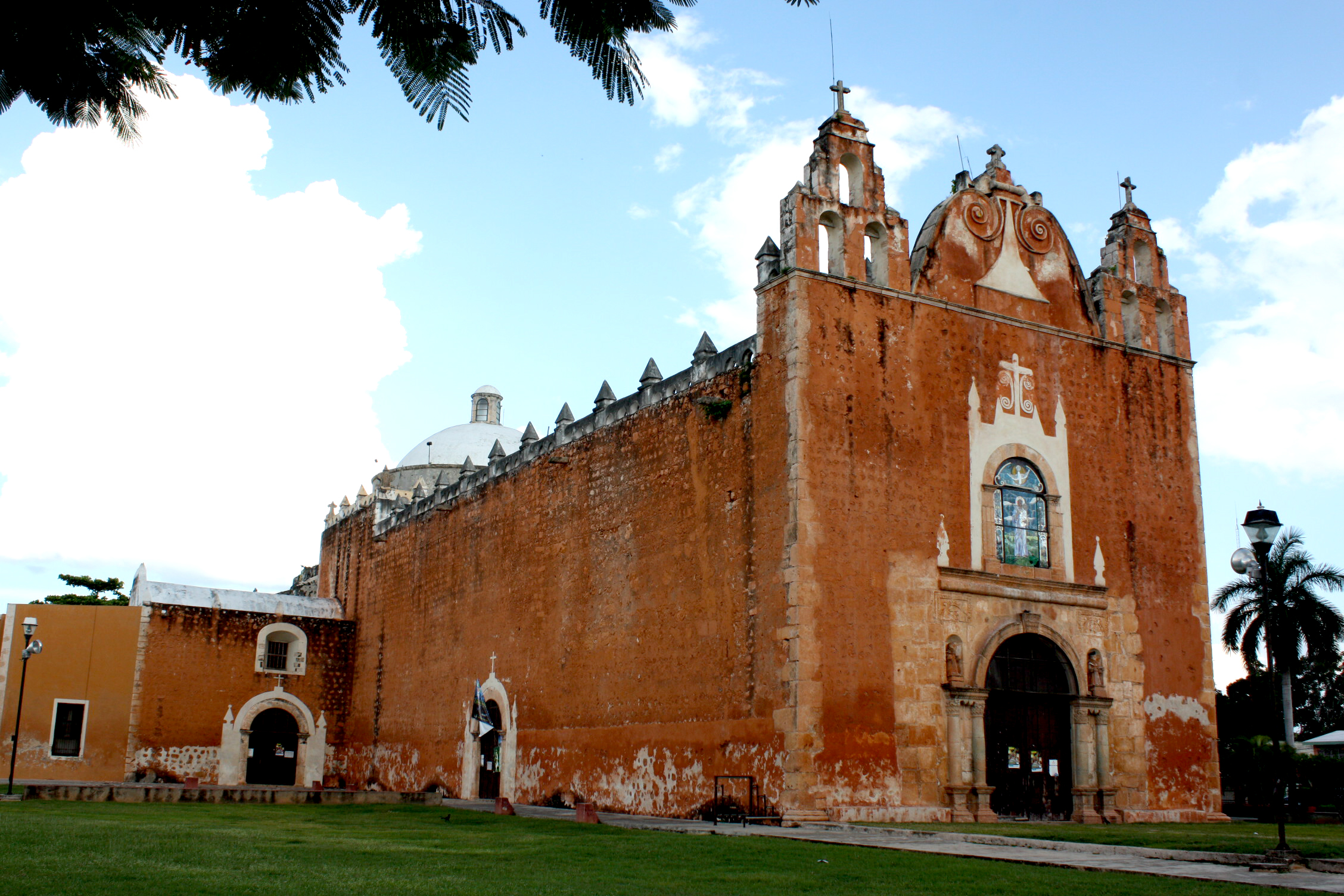
Монастырь Святого Антонио Падуанского
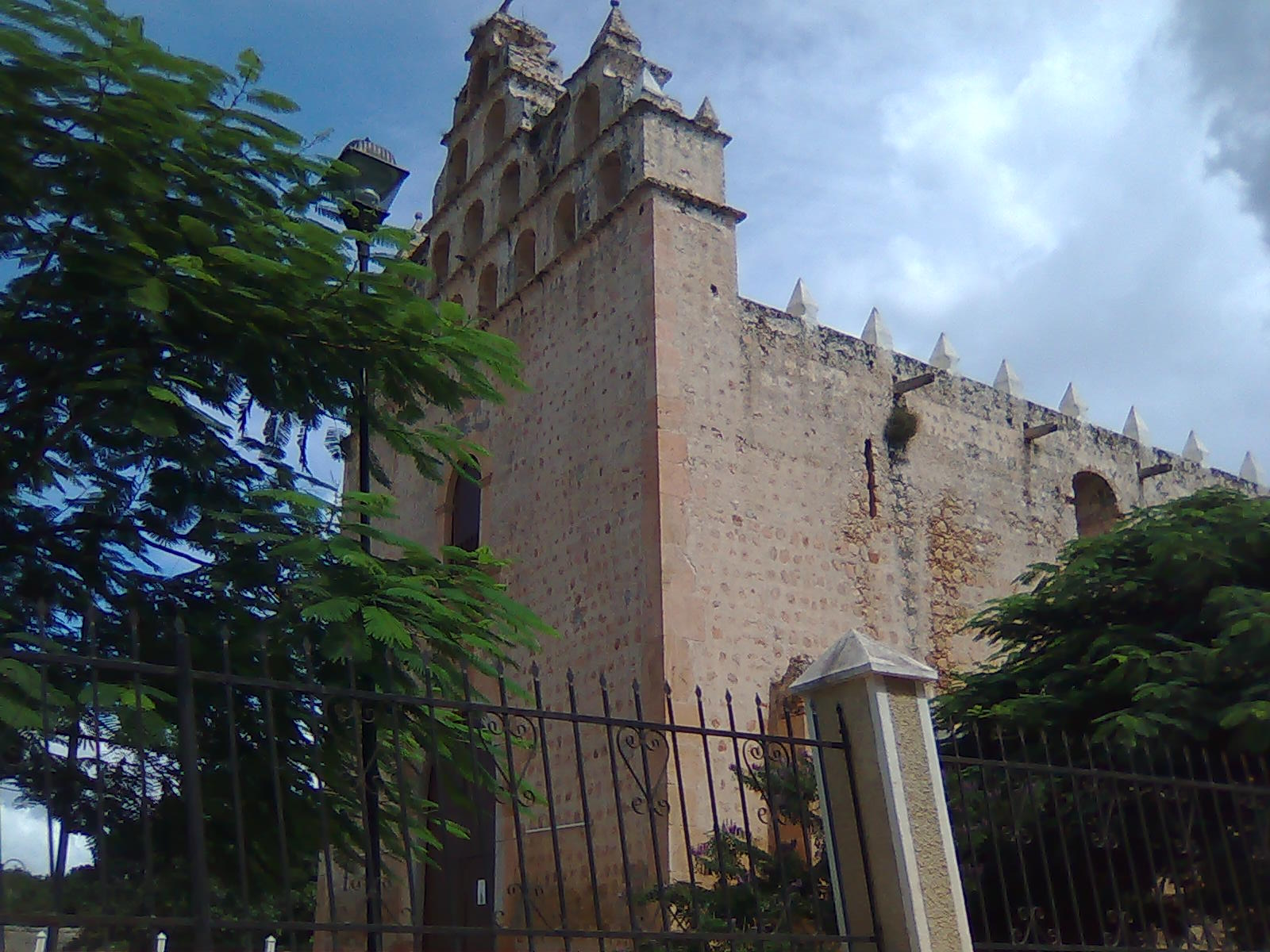
Церковь в Йотхолине
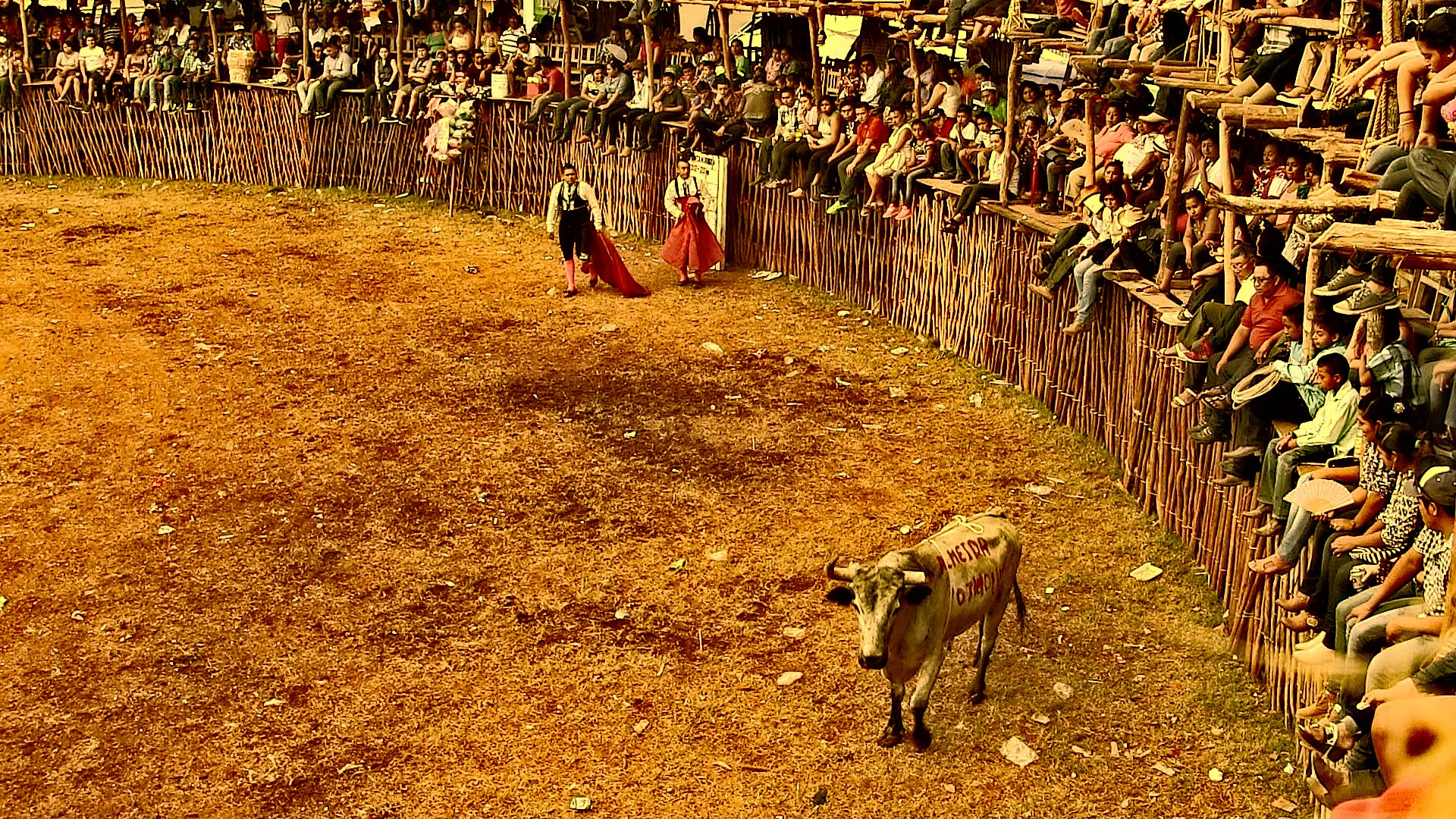
Коррида в Пустуниче